# 口不對心
《口不對心》是香港歌手黎明的國語錄音室專輯，於1997年1月由唱片公司寶麗金首次發行。此專輯曾登上新加坡本地十大唱片銷量排行榜，而主打歌〈口不對心〉亦分別登上新加坡933醉心龍虎榜及88.3電台的金曲至尊排行榜。

## 製作
此專輯收錄了12首歌曲，分別由黃國倫、雷頌德、陳子鴻、陳永明、吳子良監製，歌曲〈你知道嗎？〉是新加坡第二屆全國詞曲創作比賽的冠軍作品，歌曲旋律和曲風被指與黎明早年主唱的〈如果這是情〉、〈今夜你會不會來〉等情歌有異曲同工之妙，歌曲創作人林木成是大學一年級學生，他在得獎後表示希望能把這首歌交由黎明演繹。

## 曲目列表
| CD       | CD             | CD           | CD           | CD          | CD             | CD                                 | CD    |
| 曲序     | 曲目           |              | 作曲         | 编曲        | 製作人         | 备注                               | 时长  |
| -------- | -------------- | ------------ | ------------ | ----------- | -------------- | ---------------------------------- | ----- |
| 1.       | 口不對心       | 林夕         | 黃國倫       | 鍾興民      | 黃國倫         |                                    | 3:56  |
| 2.       | 情深說話未曾講 | 丁曉雯       | 雷頌德       | 雷頌德      | 雷頌德         | 和記電訊廣告主題曲（1996年國語版） | 3:36  |
| 3.       | 今天的天氣很好 | 陳子鴻       | 陳子鴻       | 鍾興民      | 陳子鴻         | 牛仔褲廣告主題曲                   | 4:23  |
| 4.       | 貪戀           | 李姚         | 佳佑、陳子鴻 | 雷頌德      | 陳子鴻         |                                    | 4:33  |
| 5.       | 反正事情就這樣 | 娃娃         | 陳子鴻       | 鍾興民      | 陳子鴻         |                                    | 4:52  |
| 6.       | 甜蜜蜜         | 莊奴（黃河） | 印尼民歌     | Danny Leung | 陳永明、吳子良 | 電影《甜蜜蜜》主題曲               | 2:26  |
| 7.       | 我祈禱         | 黃國倫       | 黃國倫       | 屠穎        | 黃國倫         |                                    | 4:08  |
| 8.       | 妳不請我進去嗎 | 姚若龍       | 陳子鴻       | 雷頌德      | 陳子鴻         |                                    | 3:54  |
| 9.       | 想             | 丁曉雯       | 雷頌德       | 雷頌德      | 雷頌德         |                                    | 3:51  |
| 10.      | 妳愛的就是我   | 武雄         | 陳子鴻       | 雷頌德      | 陳子鴻         |                                    | 3:38  |
| 11.      | 想飛就飛吧     | 黃怡         | 黃怡         | 鍾興民      | 陳子鴻         |                                    | 3:56  |
| 12.      | 你知道嗎？     | 林木成       | 林木成       | 涂惠源      | 陳子鴻         |                                    | 3:56  |
| 总时长： | 总时长：       | 总时长：     | 总时长：     | 总时长：    | 总时长：       | 总时长：                           | 47:09 |

## 幕後製作人員
以下是《口不對心》的幕後製作人員名單：
- 鍵琴：雷頌德（曲目2,4,8,9）
- 結他：倪方來（曲目1,7）、雷頌德（曲目2,4,8,9）、江建民（曲目3,5,11,12）、Danny Leung（曲目6）
- 色士風：Vastine Pettis（曲目3）、Vastine Thomas Pettis（曲目11,12）
- 和音：林美滿（曲目1）、謝文德（曲目1,3－5,7,8,10－12）、陳子鴻（曲目1,3－5,7,8,10－12）、周小君（曲目2,9）、鄭鴻昌（曲目2,9）、曹潔敏（曲目2,9）、陳美鳳（曲目2,9）、雷有輝（曲目2,9）、譚錫禧（曲目2,9）、李小梅（曲目2,9）、陳秀珠（曲目2,4,5,7,8,10－12）、馬毓芬（曲目2,4,5,7,8,10－12）、黃怡（曲目1,2,4,5,7,8,10－12）、Nancy Chan（曲目9）
- 混音：鍾國泰（曲目1,7）、Frankie Hung（曲目2,4,8,9）、利偉明（曲目2,4,8,9）、Robert Porter（曲目2,4,8,9）、Simon Chan（曲目2,4,8,9）、蘇志雄（曲目2,4,8,9）、謝永昌（曲目2,4,8,9）、王俊傑（曲目3,5,11,12）、吳子良（曲目6）、陳永明（曲目6）
- 錄音：李端嫻（曲目1,7）、林世龍（曲目1,3－5,7,8,10－12）、Frankie Hung（曲目2,9）、利偉明（曲目2,9）、Robert Porter（曲目2,9）、Simon Chan（曲目2,9）、蘇志雄（曲目2,9）、謝永昌（曲目2,9）、陳西敏（曲目3－5,8,10－12）、史大維（曲目3－5,8,10－12）、許經綸（曲目3－5,8,10－12）、謝永昌（曲目3－5,8,10－12）、黃偉峰（曲目3－5,8,10－12）、吳子良（曲目6）、陳永明（曲目6）
- 概念：陳可辛（曲目6）
- 美術指導：奚仲文
- 設計：吳建羲
- 攝影：Lawrence Ng
- 經理人公司：百事活娛樂事業有限公司